# حلقه (جایگشت‌ها)

کلا سه حلقه متفاوت با 3 مهره آبی و سه مهره قرمز می توان داشت.

در ترکیبات، یک حلقه ی (و یا گردن بند) k تایی به طول n معادل یک رشته ی متن n حرفی است که بر روی مجموعه الفبای متشکل از k حرف ساخته شده باشد و این که تمام چرخش های حروف معادل هم در نظر گرفته شوند.
تعداد حالت ها یا جایگشت های چند شیء دور یک دایره یا حلقه در این مبحث بررسی می شود. برای فرمول های مربوط، به بخش انگلیسی مراجعه کنید.

## منابع

کلا 11 حلقه متفاوت با 2 مهره آبی، 2 مهره قرمز و 2 مهره زرد می توان داشت.